# Steingrab im Eichholz
Das Steingrab im Eichholz ist eine neolithische Megalithanlage. Sie entstand zwischen 3500 und 2800 v. Chr. als Anlage der Trichterbecherkultur (TBK).

## Lage
Das Steingrab liegt nördlich von Gnarrenburg, im Staatsforst Eichholz, im Elbe-Weser-Dreieck in einem Kiefernwald, unweit der Waldstraße, die von Gnarrenburg zum Ortsteil Brillit führt, im Landkreis Rotenburg in Niedersachsen.

## Beschreibung
Johannes Heinrich Müller und Jacobus Reimers bezeichnen das Steingrab in „Die vor- und frühgeschichtlichen Alterthümer der Provinz Hannover“ von (1893) als bereits erheblich beschädigt. Später wurden zwei weitere größere Steine entfernt. Die im Jahre 1968 von Jürgen Deichmüller untersuchte Anlage wurde restauriert. Ihre vom Typ her unbestimmbare Kammer (Ganggrab oder Großdolmen) war von einem Mantel aus 6500–7000 Rollsteinen umgeben, der auch die Decksteine überzog. Diese Steinschicht dürfte nach dem Grabungsbefund mit einer anlehmigen Schicht (SI) von etwa 0,25 Meter Mächtigkeit überhügelt gewesen sein, die mit Gras oder Heidekräutern bewachsen war. Der Hügel war von einer für die Region untypischen ovalen Einfassung aus hochkant gesetzten Steinen mit einer Größe bis zu 0,70 × 0,40 Meter umgeben. 
Der möglicherweise trapezförmige Kammergrundriss ist infolge der Unregelmäßigkeiten auf der nördlichen Längsseite und eines fehlenden Endsteins schwer zu beurteilen. Die Südseite der Südwest-Nordost orientierten Kammer, mit den dort verbliebenen Tragsteinen ist auf der gesamten Länge erheblich gestört. Die erhaltenen vier Tragsteine der Nordseite sind der Größe und dem Material nach sehr uneinheitlich und teilweise verkippt. Den nordöstlichen Endstein der Kammer bildet ein mächtiger Granitblock. Der Endstein der südwestlichen Seite, einschließlich der zu erwartenden Standspur fehlt. Stattdessen fand sich ein unmittelbar in die Rollsteinpackung des Hügels übergehender Rollsteinwall. Die Anlage hatte vermutlich vier Decksteine von denen einer in situ erhalten ist.
Der Innenraum der Kammer war auf der Südseite, stellenweise bis zur Bodenpflasterung, gestört. Der übrige Raum war bis etwa 0,50 Meter unter der Tragsteinoberkante mit einem Gemisch von anlehmigem Sand, größeren und kleineren Geröllen, sowie Spuren von verkohltem Holz, Feuerstein und Scherben gefüllt. Die oberste, humushaltige Schicht reichte fast überall bis an die Oberkanten der Tragsteine. Sie war und neuzeitlich gestört. Der Torso einer Deckplatte, der heute das nordöstliche Ende der Kammer bedeckt, wurde bei der Restaurierung aufgelegt.
Dem gestörten Status entsprechend lag das Inventar stellenweise nicht in situ. Folgende Fundgruppen lassen sich unterscheiden: 
- Keramikscherben und Pfeilspitzen der Trichterbecherkultur,
- Keramikscherben, Pfeilspitzen und Feuersteinbeile der Einzelgrabkultur
- Urnenscherben der Eisenzeit.

Insgesamt fanden sich über 600 Scherben (davon 524 neolithisch). 456 davon konnten 24 verschiedenen Gefäßen der genannten Kulturen zugeordnet werden. An eisenzeitlichen Urnenscherben und solchen, die nicht kulturell eingeordnet werden konnten, verblieben 84. Ausweislich der Tiefstichkeramik ist das Steingrab um die Wende vom 4. zum 3. Jahrtausend errichtet worden. Belegungsphasen durch die Träger der Trichterbecherkultur sind nachzuweisen. Danach, vielleicht final sogar parallel, wurden Vertreter der Einzelgrabkultur mit Becherbeigaben bestattet. Ob die Urnenbestattungen der älteren Eisenzeit innerhalb der Steinkammer oder direkt davor erfolgten, ließ sich wegen der starken Störung auf der Südseite nicht nachweisen. 
Im Nordwesten, außerhalb des Steinkranzes lag eine so genannte Kultnische, ein länglich-ovaler Steinhalbkreis, dessen Öffnung auf einen großen flachen, fast rechteckigen Stein gerichtet war. Etwa 50 Meter östlich erhebt sich ein großer Hügel, der ebenfalls ein Großsteingrab bergen könnte. Die beiden Denkmale sind von einem Dutzend kleinerer Grabhügel umgeben.

Steingrab im Eichholz
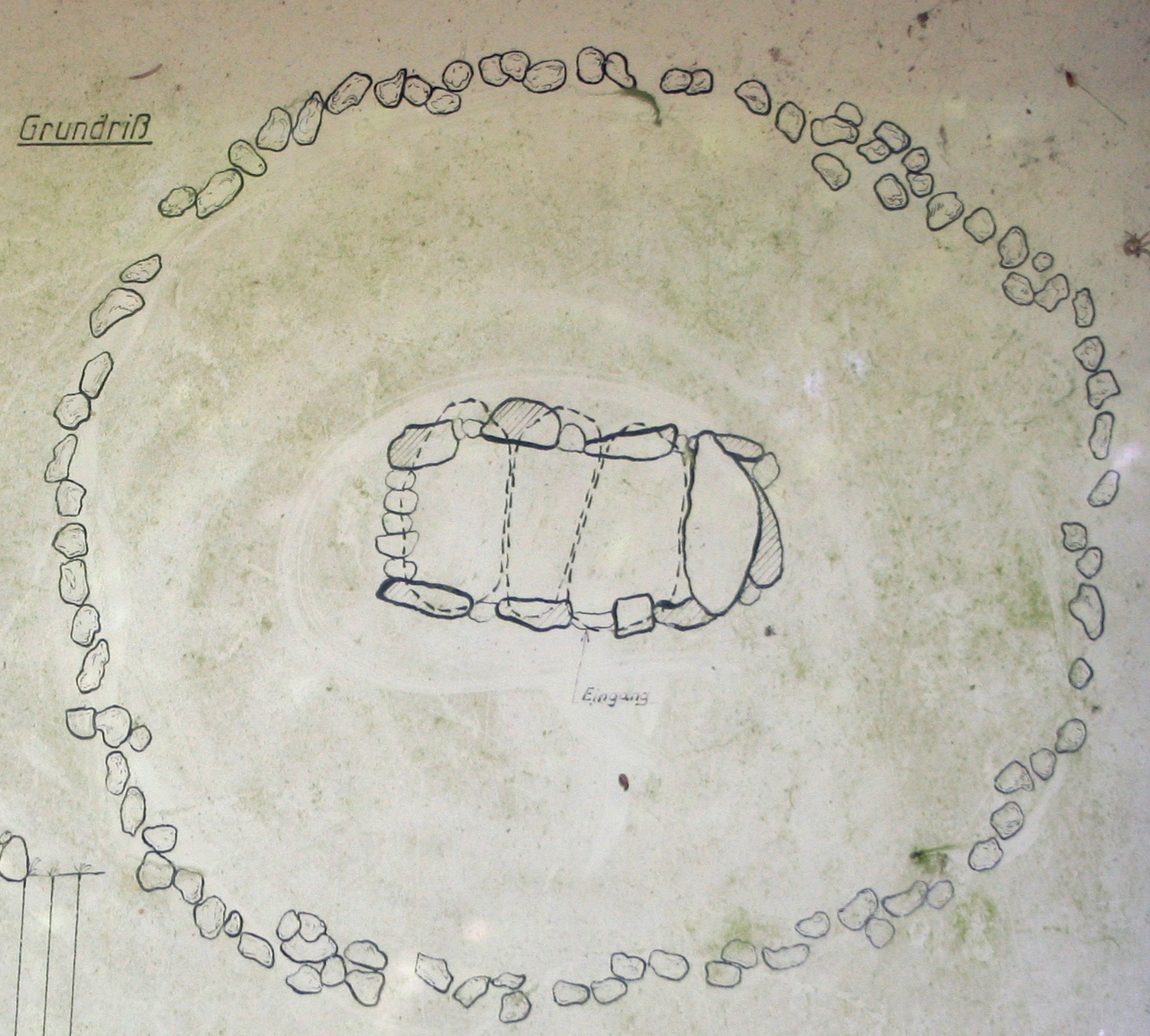
Grundriss
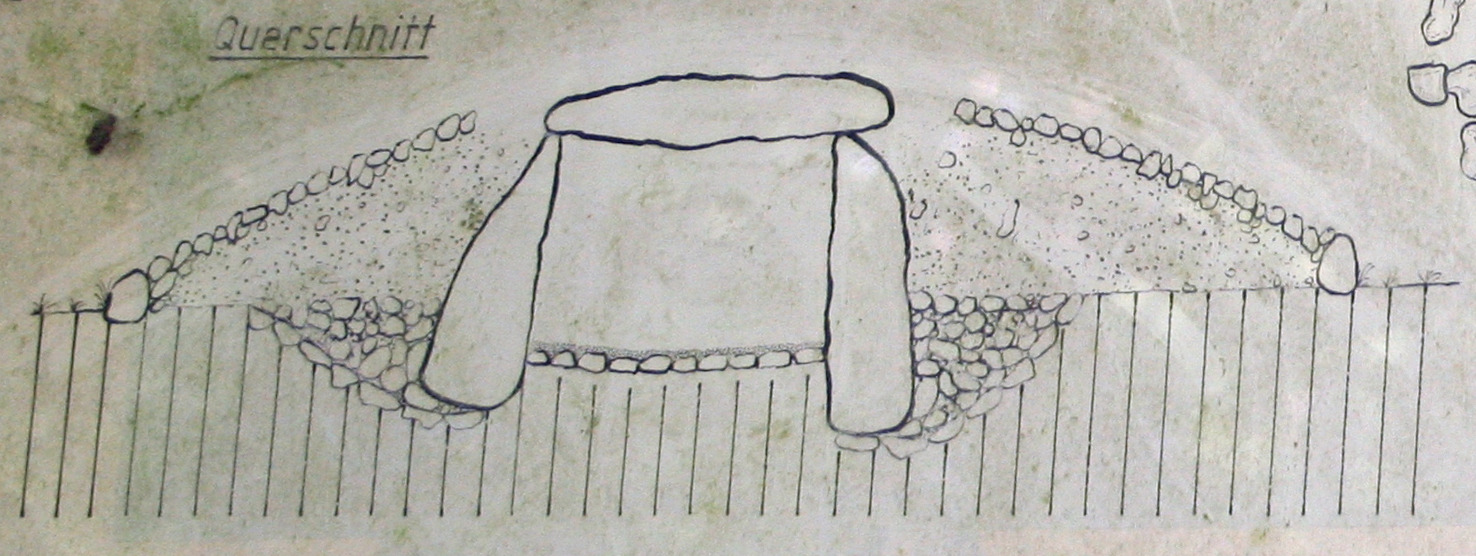
Querschnitt
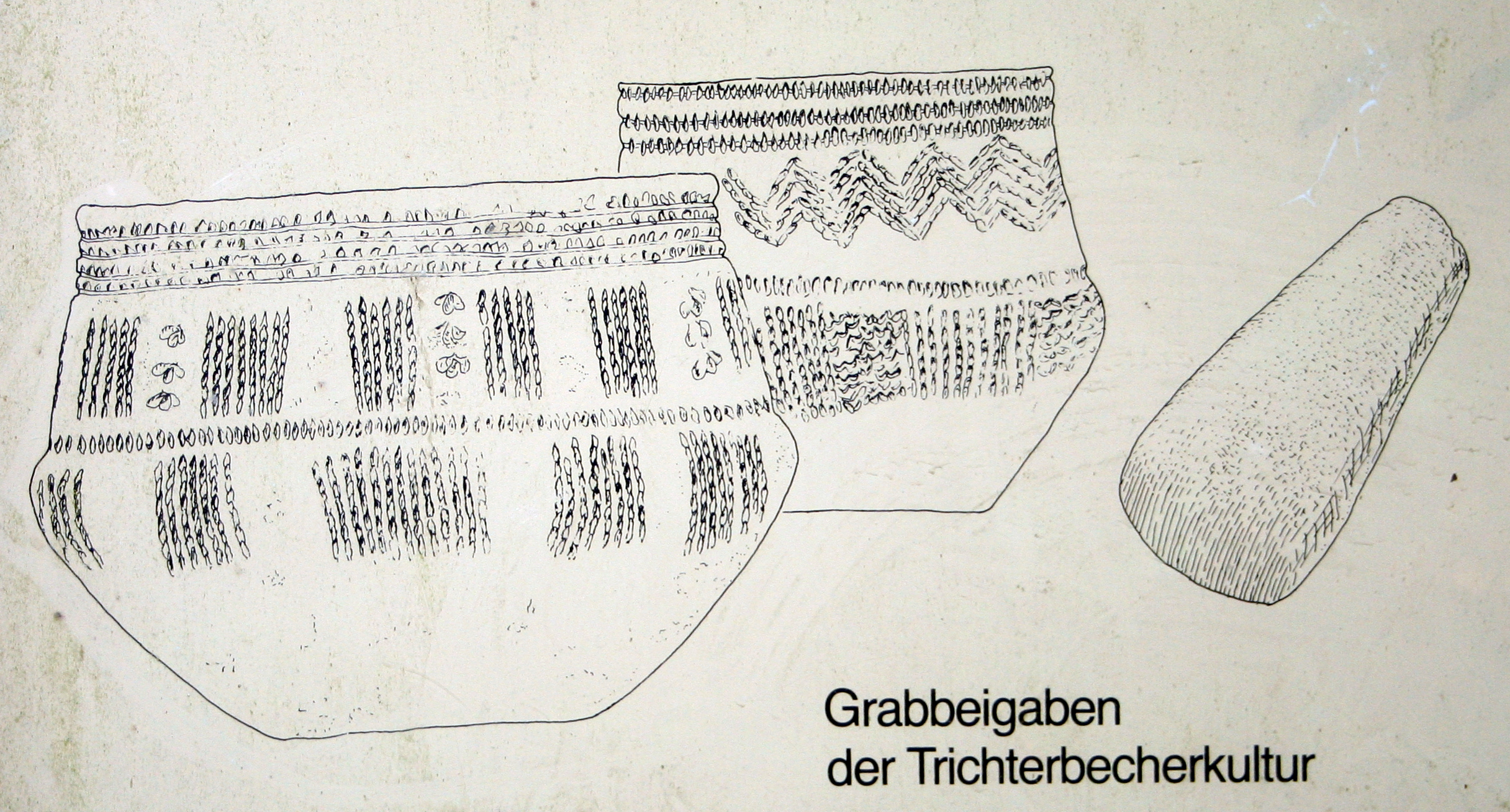
Beigaben der Trichterbecherkultur
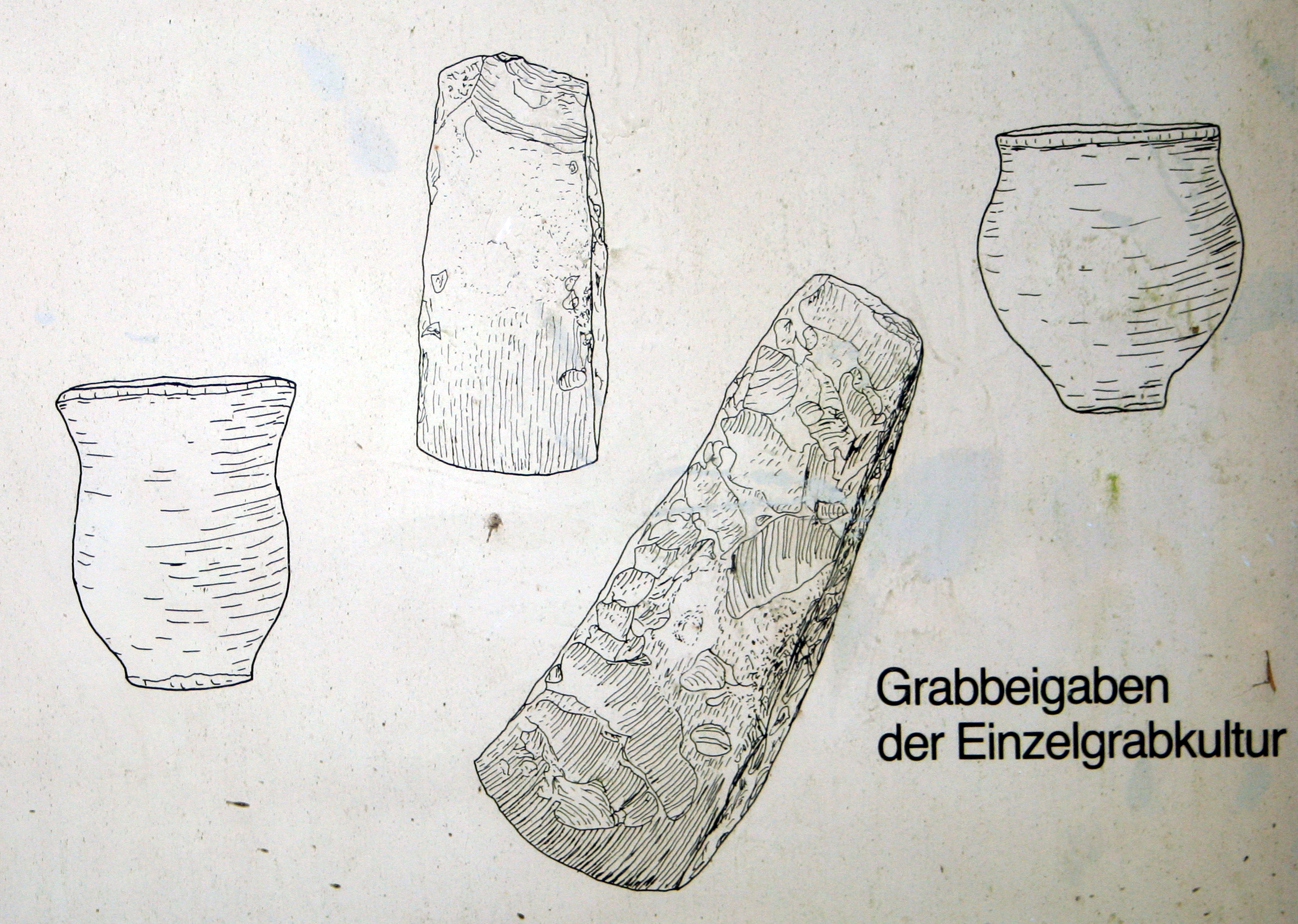
Beigaben der Einzelgrabkultur